# Khon

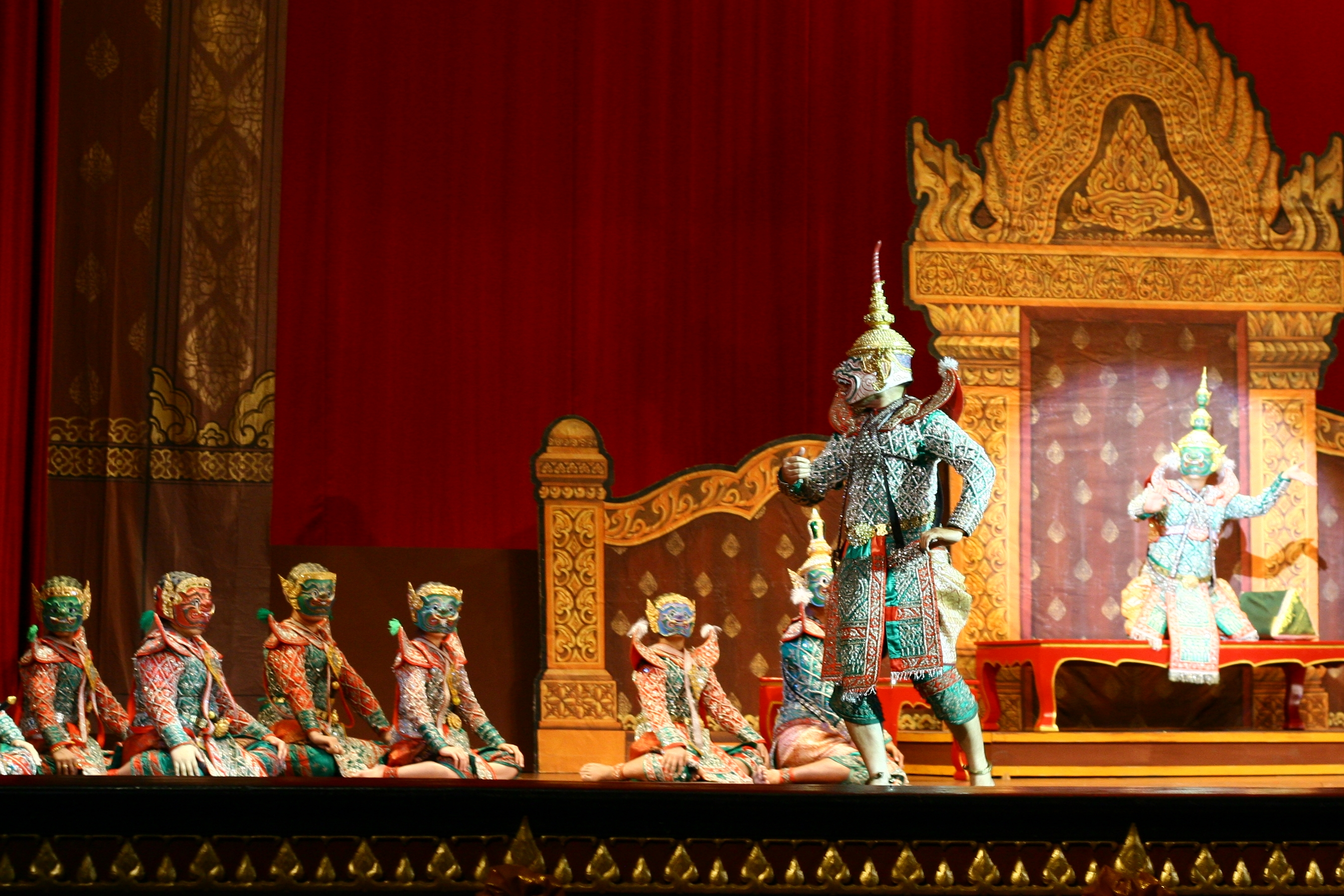
Een khon-voorstelling

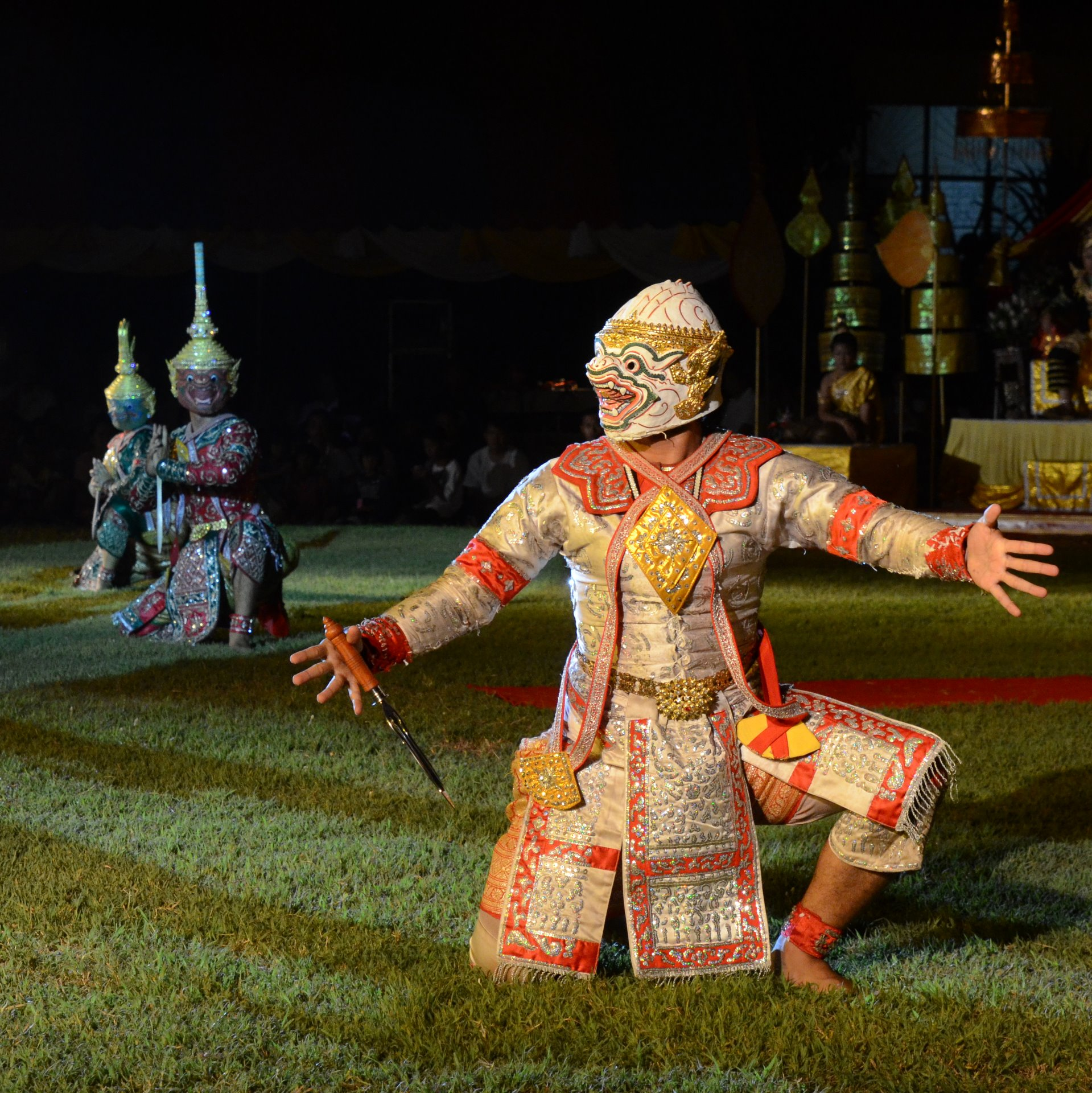
Een khon-voorstelling

Khon (Thai: โขน) is een Thais toneelgenre. Khon werd in de 15e eeuw opgevoerd aan de koninklijke familie en er worden meestal scènes uit het Ramakien, de Thaise versie van het Ramayana gespeeld. Bij het khon worden langzame en hoekige bewegingen gemaakt op piphat, een Thais traditioneel muziekensemble dat hoort bij klassiek dans en theater.

## Geschiedenis
Khon is een Thaise traditionele dans die vele kunsten zoals dans en drama combineert. Er is geen exact bewijs dat de herkomst ervan dateert, maar het wordt genoemd in de Lilit Phra Lo van de Thaise literatuur (ca. 1529) die geschreven is vóór het tijdperk van Koning Narai Maharaj.
Uit historisch bewijsmateriaal blijkt dat de Thaise kunst van het toneelspelen al in de 17e eeuw sterk ontwikkeld moet zijn geweest. In 1687 stuurde Lodewijk XIV van Frankrijk een diplomaat Simon de la Loubère om alles wat hij in het Siamese Koninkrijk zag vast te leggen. 